# Kuyumcular, Türkoğlu
Kuyumcular là một xã thuộc huyện Türkoğlu, tỉnh Kahramanmaraş, Thổ Nhĩ Kỳ. Dân số thời điểm năm 2010 là 282 người.